# Trachinus pellegrini
Trachinus pellegrini es una especie de peces de la familia Trachinidae en el orden de los Perciformes.

## Morfología
• Los machos pueden llegar alcanzar los 20 cm de longitud total.

## Distribución geográfica
Se encuentra desde el Senegal hasta Nigeria, incluyendo las Canarias y Cabo Verde. También en Mauritania.